# Хенесис Родригез
Хенесис Родригез Перез (шп. Génesis Rodríguez Pérez; 29. јул 1987) америчка је глумица.

## Филмографија
| Година:   | Српски назив:     | Оригинални назив: | Улога:                                                 | Жанр:      |
| --------- | ----------------- | ----------------- | ------------------------------------------------------ | ---------- |
| 2013.     | /                 |                   | Елен Ричардс                                           | филм       |
| 2012.     | /                 |                   | Клара                                                  | филм       |
| 2012.     | /                 |                   | Соња                                                   | филм       |
| 2012.     | /                 |                   | Енџи Лопез                                             | филм       |
| 2010.     | /                 |                   | Сара                                                   | филм       |
| 2008—2009 | Доња Барбара      |                   | Марсела Баркеро Барбара (у млађим данима)              | теленовела |
| 2007.     | Слатка тајна      |                   | Росита Амадо / Виолета Уртадо                          | теленовела |
| 2004—2005 | Заточеница љубави |                   | Либертад Салватјера Гвадалупе Сантос (у млађим данима) | теленовела |